# Municipio de Hollis
El municipio de Hollis (en inglés: Hollis Township) es un municipio ubicado en el condado de Peoria en el estado estadounidense de Illinois. En el año 2010 tenía una población de 1881 habitantes y una densidad poblacional de 28,93 personas por km².

## Geografía
El municipio de Hollis se encuentra ubicado en las coordenadas 40°35′44″N 89°42′00″O / 40.59556, -89.70000. Según la Oficina del Censo de los Estados Unidos, el municipio tiene una superficie total de 65.03 km², de la cual 62.09 km² corresponden a tierra firme y (4.51%) 2.93 km² es agua.

## Demografía
Según el censo de 2010, había 1881 personas residiendo en el municipio de Hollis. La densidad de población era de 28,93 hab./km². De los 1881 habitantes, el municipio de Hollis estaba compuesto por el 97.02% blancos, el 0.27% eran afroamericanos, el 0.11% eran amerindios, el 0.21% eran asiáticos, el 0.11% eran isleños del Pacífico, el 0.74% eran de otras razas y el 1.54% pertenecían a dos o más razas. Del total de la población el 1.17% eran hispanos o latinos de cualquier raza.